# 1976 في البرتغال
فيما يلي قوائم الأحداث التي وقعت خلال عام 1976 في البرتغال.

## سياسة

### تعيين في المنصب
- 3 يونيو – أنطونيو غوتيريش عضو مجلس الجمهورية  [لغات أخرى]‏.
- 14 يوليو – أنطونيو راماليو ايانس رئيس البرتغال.
- 23 يوليو – ماريو سواريز رئيس وزراء البرتغال.

### انتهاء فترة المنصب
- 2 أبريل – مارسيلو ريبيلو دي سوزا نائب في الجمعية التأسيسية ‏.
- 2 أبريل – مارسيلو ريبيلو دي سوزا نائب في الجمعية التأسيسية ‏.
- 13 يوليو – فرانسيسكو دا كوستا غوميز رئيس البرتغال.

## مواليد

### يناير
- 1 يناير – أدريانا دي باروس شاعرة كندية.
- 10 يناير – إيفو فييرا لاعب كرة قدم برتغالي.

### فبراير
- 1 فبراير – لويس ميغيل روتشا
- 11 فبراير – ريكاردو لاعب كرة قدم برتغالي.
- 23 فبراير – جوزيه سواريس لاعب كرة قدم برتغالي.
- 26 فبراير – ألكسندر أمانسيو

### مارس
- 8 مارس – باولو سيرجيو رودريغوس دوارتي دي أومارألميدا لاعب كرة قدم برتغالي.
- 11 مارس – كارلوس تيكسيرا لاعب كرة طائرة برتغالي.
- 15 مارس – برونو ميندز لاعب كرة قدم برتغالي.

### أبريل
- 2 أبريل – أندريه لورنسو إي سيلفا سياسي برتغالي.
- 6 أبريل – ألفريدو إستيفيز لاعب كرة قدم.
- 25 أبريل – باولو سيماو لاعب كرة سلة برتغالي.

### مايو
- 3 مايو – بيتو لاعب كرة قدم برتغالي من مواليد 1976.
- 7 مايو – ماريانا فان زيلر صحفية برتغالية.

### يوليو
- 5 يوليو – نونو غوميش لاعب كرة قدم برتغالي.
- 13 يوليو – رومولو لاعب كرة قدم برتغالي.
- 17 يوليو – روي سوزا دراج برتغالي.

### أغسطس
- 1 أغسطس – بيدرو ماركيز سياسي برتغالي.
- 11 أغسطس – هوغو ألفاريز لاعب كرة قدم برتغالي.
- 12 أغسطس – خورخي سيماو لاعب كرة قدم برتغالي.
- 20 أغسطس – سوزانا موريرا ماركيز

### سبتمبر
- 1 سبتمبر – سيلاس دا سيلفا لاعب كرة قدم برتغالي.

### أكتوبر
- 14 أكتوبر – روي كورديرو لاعب رغبي برتغالي.

### نوفمبر
- 30 نوفمبر – كارلا شامبيل ممثلة برتغالية.

### ديسمبر
- 31 ديسمبر – لويس كاريرا متسابق دراجات نارية برتغالي.

## وفيات

### يناير
- 1 يناير – روجيريو سوزا (مواليد 1910) لاعب كرة قدم برتغالي.